# Jamranje
Jamranje (od njem. jammern) ili kukavnost označava ponašanje jadikovanja, tužikanja, kukanja ili naricanja.
Ostala začenja mogu biti primjerice i tuga, žalost ili bolna želja. 
Pojam se može povezati i s pojmovima bijede, nevolje, siromaštvom i nesretnošću.

## Psovka
Spominje se kao opis za osobu kojoj se pripisuje kukavost ili nedostatak energičnosti. Jamranjem se može očekivati i suosjećaj na nesreću koja se osobi događa.
Međutim može se odnositi i na osobu koja se stalno žali i prigovara. 
U njemačkim jeziku postoji i psovka „Jammer-Ossi“ ("jao Ossi"). Neologizam nastao iz perspektive zapadnog stanovništva Savezne Republike Njemačke i odnosi se izrugivanja ili pogrdan opis pučanstva iz bivšeg DDR-a, koji su nezadovoljni s njihovom društvenom, političkom i gospodarskom situacijom.